# Приморско-крајишка област
Приморско-крајишка област је била административна јединица Краљевине Срба, Хрвата и Словенаца.

## Историја
Приморско-крајишка област установљена је уредбом о подјели државе СХС у области од 26. априла 1922. Обухватала је раније жупаније:
- Личко-крбавску, са градом Сењом (котари Сењ, Бриње, Оточац, Кореница, Перушић, Госпић, Удбина, Д. Лапац, Грачац),
- Модрушко-ријечку, са градовима Бакром и Сушаком (котари Чабар, Бакар, Делнице, Цриквеница, Врбовско, Огулин, Слуњ, Војнић, Вргинмост) и
- дио некадашње жупаније Загребачке, јужно од ријеке Купе, са градовима Карловцем и Петрињом (котари Карловац, Глина, Двор, Петриња и Костајница).

Формирањем бановина, ова област је углавном припала Савској бановини, са изузетком котара Двор (Врбаскoj) и Чабар (Дравској до 1931. а онда ипак Савској).

## Географија
По величини Приморско-крајишкој области припада прво мјесто међу областима у држави, по апсолутном броју становника четврто мјесто (послије загребачке, осјечке и београдске.), док јој релативни број или густина становника (45.6 km2), остаје испод нормалне у држави (48 km2).

## Становништво
По вјери је 344.934 римокатолика и 201 гркокатолик, 286.651 православних, 257 евангелист, 735 јевреја, 351 муслиман и др.

## Административна подела
Приморско-крајишка област је била подијељена на 24 среза и 5 градова (Бакар, Карловац, Петриња, Сењ и Сушак), а срезови на 128 управних општина, са 2.637 насеља.
Срезови:
- Бакарски
- Брињски
- Војнићки
- Врбовски
- Вргинмостански
- Глински
- Госпићки
- Грачачки
- Дворски
- Делнички
- Доњелапачки
- Коренички
- Костајнички
- Огулински
- Оточачки
- Перушићки
- Петрињски
- Сењски
- Слуњски
- Удбински
- Цриквенички
- Чабарски

Градови:
- Карловац
- Петриња

## Велики жупани
- Марјан Ханжековић од 1927.
- Андрија Здравковић до 1927.[3]